# Scinax fuscovarius
Scinax fuscovarius és una espècie de granota que es troba a l'Argentina, Bolívia, el Brasil, el Paraguai i l'Uruguai.